# Mittagong
Mittagong est une ville australienne située dans le comté de Wingecarribee, en Nouvelle-Galles du Sud.

## Géographie
Située au pied des monts Gibraltar, qui culmine à 863 m, et Alexandra, à 780 m, la ville est considérée comme la porte d'entrée vers les Hautes Terres du sud quand on vient de Sydney, à 113 km au nord-est. Elle forme une seule agglomération avec la ville voisine de Bowral.

## Démographie
La population s'élevait à 8 103 habitants en 2011, à 8 999 habitants en 2016 puis 6 090 habitants en 2021